# Hachem al-Atassi
 (juin 2020).
Si vous disposez d'ouvrages ou d'articles de référence ou si vous connaissez des sites web de qualité traitant du thème abordé ici, merci de compléter l'article en donnant les références utiles à sa vérifiabilité et en les liant à la section « Notes et références ».
Hachem Khaled al-Atassi (en arabe : هاشم خالد الأتاسي / Hāšim Ḵālid al-Atāsī), né en 1875 et mort le 5 décembre 1960, est un homme d'État syrien, qui a été président de la Syrie de 1936 à 1939, de 1949 à 1951 et de 1954 à 1955.

## Biographie

### Jeunesse
Il naquit dans la ville syrienne de Homs dans la famille Atassi déjà ancrée dans la vie politique du pays. Il étudia l'administration publique à l'académie Mulukiyye de Constantinople, une université prestigieuse réservée à l'aristocratie ottomane, et en sortit diplômé en 1895.

### Parcours politique

#### Gouverneur sous l'empire ottoman
Il commença sa carrière politique en 1898 dans la province ottomane de Beyrouth et, jusqu'à 1918 fut successivement gouverneur de Homs, Hama, Baalbek et Jaffa.

#### Premier ministre du Congrès national syrien
En 1920, après l'écroulement de l'Empire ottoman, allié  de l'Allemagne pendant la Première Guerre mondiale, il fut élu président du Congrès national syrien. Le 8 mars 1920, le Congrès déclara l'indépendance de la Syrie sous la forme d'une monarchie constitutionnelle avec Faiçal Ier pour roi.

#### Premier ministre du royaume arabe de Syrie
Il devint premier ministre durant cette courte période avant l'occupation française consécutive aux accords Sykes-Picot. Au cours de son mandant, Hachem Atassi prit pour ministre des Affaires étrangères Abd ar-Rahman Chahbandar, un des leaders de la révolte arabe contre l'Empire ottoman pendant la Première Guerre mondiale. Il le chargea de nouer des alliances avec l'Europe dans l'espoir (finalement déçu) d'empêcher l'installation du mandat français. La France mit bientôt fin à l'indépendance syrienne. Le haut-commissaire Henri Gouraud donna un ultimatum au roi Fayçal réclamant la cession d'Alep à l'armée française, le démantèlement de l'armée syrienne, l'instauration du franc français en Syrie et la dissolution du gouvernement Atassi. La résistance fut vaine et le gouvernement fut dissous le 24 juillet 1920 après que l'armée française eut défait l'armée syrienne à la bataille de Maysaloun et imposé le mandat français.

#### Fondation du Bloc national
Après la dissolution du royaume par les Français, Atassi fonda en octobre 1927 le Bloc national, qui devait être à l'avant poste de la lutte indépendantiste pour les vingt années suivantes, en préconisant un combat diplomatique et non-violent. Il était composé de propriétaires terriens, d'avocats, de fonctionnaires, etc. Atassi en fut élu président permanent.

#### Président de l'Assemblée constituante
En 1928, il fut également élu président de l'Assemblée Constituante chargée de mettre au point la première constitution républicaine de la Syrie. Cette assemblée fut dissoute par le Haut Commissaire français en mai 1930 et Atassi fut emprisonné par les Français pendant de longs mois sur l'île d'Arwad. Après sa libération, il se représenta à la présidence de l'assemblée mais perdit le premier tour des élections et se retira du second en donnant son soutien à Mohammad Ali al-Abid, qui devint président de l'assemblée dans le courant de l'été 1932. En 1928 et 1932, il représenta Homs en tant que député à l'assemblée.

#### Premier président de la République sous le mandat français
Atassi commença par soutenir la présidence d'Abid mais en fut déçu lorsqu'il nomma deux syriens acquis à la cause des Français aux postes de premier ministre et président de l'assemblée. En 1934, Abid négocia un traité avec la France qui assurait une indépendance graduelle à la Syrie mais gardant les montagnes sous contrôle français. Atassi critiqua sévèrement le traité, arguant qu'aucune indépendance n'était valable si elle ne concernait l'intégralité du territoire syrien. Il appela avec le Bloc national à soixante jours de grève. Le succès de cette grève fut tel que le gouvernement français fut contraint de reconnaître les leaders du Bloc national comme uniques représentants du peuple syrien et invita Hashem Al Atassi à participer à des négociations à Paris. Le 22 mars 1936, il prit la tête d'une délégation du Bloc national et au terme de six mois, parvint à faire aboutir les négociations avec un traité d'indépendance franco-syrien qui garantissait l'indépendance au terme d'une période de vingt-cinq ans, avec la totalité des territoires autrefois autonomes au sein de la "Grande Syrie",. En retour, la Syrie assurait de soutenir la France en temps de guerre, lui offrait le libre usage de son espace aérien et le maintien de bases militaires françaises sur le territoire. Hashem el-Atassi fut accueilli triomphalement à son retour à Damas de 27 septembre 1936. Salué comme héros national, il fut élu premier président de la République Syrienne en novembre 1936.
Néanmoins, fin 1938, il apparut clairement que l'Assemblée nationale française n'allait pas ratifier le traité, de peur d'abandonner ses "colonies" au Proche-Orient dans le climat tendu de l'avant Seconde Guerre mondiale. 

#### Seconde Guerre mondiale
Atassi démissionna le 7 juillet 1939 devant les atermoiements des Français sur la question de l'indépendance complète de la Syrie et du retrait des troupes françaises. La Constitution est suspendue et le Conseil des ministres démissionne, conduisant les autorités françaises à nommer un directoire provisoire. Entre-temps, le mécontentement populaire éclata dans la rue,. Abd ar-Rahman Chahbandar retourna en Syrie et protesta contre l'incapacité d'Atassi et du Bloc national à assurer la ratification française. La démission d'Atassi fut aussi influencée par la décision de la France de céder la province syrienne d'Alexandrette (l'actuelle Iskenderun) à la Turquie. Il se retira dans sa ville de Homs pour un an, refusant de prendre part à la vie politique du pays. À sa démission succédèrent plusieurs années d'instabilité.
Les années 1940 furent dominées par les machinations de la Seconde Guerre mondiale et leurs conséquences. La Syrie fut occupée par les Britanniques et les Forces françaises libres de Charles de Gaulle qui ne quittèrent le pays qu'en 1946. Par souci d'apaisement, De Gaulle promit l'indépendance. Il partit à la rencontre de Hachem al-Atassi à Homs et l'invita à regagner la présidence, l'assurant que la France voulait écrire une nouvelle page de ses relations avec la Syrie. Atassi refusa, prétextant que l'expérience récente montrait que l'on ne pouvait croire les promesses d'indépendance françaises. En 1943, il avait soutenu l'élection de Shukri al-Kuwatli, un notable damascène qui avait gagné sa notoriété sous sa présidence.
Atassi ne prit pas activement part à la lutte finale pour l'indépendance mais soutint le régime de Kuwatli, qui dura de 1943 à 1949. En 1947, alors que la Syrie affrontait une crise politique prolongée, le président Kouatli appela son vieux mentor à former un gouvernement d'unité nationale. Dans un climat de tension politique et de sentiment d'opposition à Kuwatli dans les cercles politiques, Atassi fut incapable de sauver le gouvernement. En mars 1949, le régime fut balayé par un coup d'État fomenté par Housni az-Zaïm, qui dirigea un gouvernement martial pendant quatre mois jusqu'à ce qu'il fût également renversé en août 1949.

#### Seconde présidence

##### Premier ministre
À la suite de ces évènements, des leaders politiques firent appel à Atassi vieillissant pour former un gouvernement provisoire qui superviserait des élections nationales et la restauration de la loi civile. Il accepta et forma un gouvernement composé de représentants de tous les partis politiques, notamment le Parti Baath de Michel Aflaq qu'il nomma ministre de l'agriculture.
Le 15 août, le chef de la junte Sami al-Hinnaoui transfère le pouvoir exécutif au gouvernement du nouveau Premier ministre Hachem al-Atassi.
Le 15 août 1949, il convoque les électeurs pour élire une Assemblée constituante. Sous les auspices d'Atassi, une nouvelle loi électorale fut adoptée et les femmes votèrent pour la première fois aux élections des 15-16 novembre 1949.[réf. nécessaire] Atassi demeure Premier ministre jusqu'au 21 décembre 1949.

##### Chef de l'État
Il est ensuite élu le 15 décembre 1949 comme chef de l'État à titre provisoire jusqu'à l'adoption d'une nouvelle Constitution. Le texte de prestation de serment ne fait pas référence à la forme républicaine de l'État, dans le but de contenter les partisans d'une union avec l'Irak.
Son second mandat a été très mouvementé, il a hérité du conflit qui opposait les pro-réunifications avec l'Irak hachémite et les anti. Il a soutenu un parti pro-unification, le Parti du peuple de Nazem Koudsi qu'il a nommé premier ministre.
Face à l'incapacité de s'entendre avec le Parlement quant au choix d'un nouveau Premier ministre, démissionne en décembre 1949, mais sa démission est rejetée par le Parlement. Atassi consent alors à rester en poste.

##### Président de la République
Le 6 septembre 1950, au lendemain de l'adoption de la Constitution syrienne de 1950 par voie parlementaire, il est élu président de la République par le Parlement,.
De l'année 1949 à l'année 1951, il a entrepris des négociations avec le gouvernement irakien à propos de l'unification de leurs deux pays. Atassi a reçu à Damas des personnalités irakiennes comme le Prince Abd al-Illah et le roi Fayçal pour discuter de l'union. Mais le chef militaire, Adib el-Shishakli, refusait de voir la Syrie s'unir avec l'Irak Hachémite. el Shishakli a demandé au président Atassi de mettre fin aux négociations, mais Atassi reste résolu et refuse de se soumettre aux pressions de l'armée.
Après ce refus, el-Shishakli, fait arrêter le chef d'État-major d'Atassi, Sami al-Hinnawi, les sympathisants du Parti du peuple et les militaires pro-irakiens de l'armée syrienne.
Chichakli exige que son bras droit, Fawzi Selu soit nommé ministre de la défense, pour s'assurer que l'influence pro-irakienne en Syrie n'influence les militaires et le gouvernement. Atassi accepte à contrecœur.
Mais en décembre 1951, Atassi nomme Maaruf al-Dawalibi, un membre du Parti du peuple comme Premier ministre, et il lui demande de former un nouveau gouvernement.
Mais Dawalibi refuse de confier le ministère de la Défense à Fawzi Selu[réf. nécessaire], ce qui entraine un coup d'État de el-Shishakli, arrêtant le premier ministre et tous les membres du Parti du peuple. Tous les ministres et hommes d'État pro-hachémites ont été arrêtés et le parlement dissous.[réf. nécessaire] Le 24 décembre 1951, Atassi présente sa démission. Adib Chichakli devient président du Conseil militaire suprême.

#### Opposition à el-Shishakli
Pendant les années de règne de el-Shishakli, Atassi était son principal opposant, pour lui le régime mis en place par el Shishakli était inconstitutionnel.
Il a su rassembler autour de lui tous les politiciens pro-hachémites, ainsi que des hommes politiques membres de parti interdit pour procéder à un soulèvement national.
En février 1954, el-Shishakli réagit en arrêtant Adnan Atassi, et en plaçant Hachem en résidence surveillée.
À la suite de cela, des dirigeants se sont révoltés, des hommes politiques se sont mobilisés contre le régime et un soulèvement armé a éclaté dans la montagne arabe.

#### Restauration comme président de la République
Le régime de el Shishakli est renversé le 24 février 1954, démissionne et s'exile à Beyrouth le 25 février.
Le 28 février 1954, après le renoncement du président du Parlement Maamoun al-Kouzbari, qui s'est déclaré le 26 février président par intérim avec le soutien de l'armée, Atassi retourne à Damas et reprend ses fonctions de président de la République, jusqu'à la fin de son mandat. La Constitution de 1953 est abrogée et la Constitution de 1950 rétablie, et celle-ci doit alors être amendée par une assemblée constituante. Le Parlement élu sous Chichakli est pour sa part dissout. Il a reconstitué le gouvernement de Maaruf al-Dawalibi. Il a essayé d'effacer toute trace de la politique menée par el-Shishakli.
À l'âge de 80 ans, il était jugé comme un vieux président tentant de diminuer l'influence de l'armée dans la vie politique syrienne. Il a travaillé contre les courants de gauche, dont entre autres les pro-soviétiques et aux gens qui adhéraient au programme socialiste de Gamal Abdel Nasser. Ces courants ont été soutenues par des membres du clan Atassi comme Jamal al-Atassi et Noureddine al-Atassi. Il a travaillé en vain pour que la Syrie se tienne éloigné de l'orbite socialiste égyptienne, car à la différence de nombreux chefs d'État arabes, il pensait que Nasser était trop jeune, inexpérimenté et avait une vision du monde trop idéologique pour conduire le monde arabe.
Atassi a eu des désaccords avec son propre Premier ministre, Sabri al Assali qui était nassériste, il l'accusait de vouloir transformer la Syrie en un satellite égyptien. En 1955, il a été tenté de signer le Pacte de Bagdad, qui devait limiter l'influence communiste dans la région, mais les militaires nasséristes de l'armée syrienne l'en ont empêché. Il s'est ensuite rapproché de l'Irak hachémite qui menait un programme panarabe concurrent de celui de Nasser. C'est ainsi qu'il s'est rapproché du premier ministre irakien, Nouri as-Said. Atassi a ensuite changé de premier ministre, remplaçant Asali par Farès al-Khoury qui était plus modéré. C'est ainsi qu'il envoya Khoury en Égypte pour protester contre la vision hégémonique égyptienne sur le monde arabe.

### Dernières années
Il s'est retiré de la vie politique en septembre 1955 pour raison de santé.
En 1956, son fils Adnan a été accusé d'implication dans une tentative de coup d'État contre le président nassérien, Shukri al-Kuwatli. Il fut alors jugé et condamné à mort pour trahison. Mais par respect pour son père, sa peine fut commuée en emprisonnement à perpétuité au dernier moment. Tout au long de l'incarcération de son fils, Hachem Atassi refusa de lui rendre visite, en signe de protestation contre la militarisation croissante de la vie politique syrienne.
Hachem est mort le 6 décembre 1960 pendant l'ère de la République arabe unie. Son enterrement a été le plus grand qu'ait connu la ville de Homs.
Par la suite, deux membres de la famille Atassi aux idées politiques très différentes de celle de Hashem al-Atassi, Luai al-Atassi et Noureddine al-Atassi (d'inspiration pro-soviétique) ont exercé la charge de chef d'État dans les années 1960.

## Franc-maçonnerie
Il a été membre dans les années 1920 de la loge Kayssoun de Damas,  puis de la loge Renaissance N°507 à Alep , les deux sous juridiction de la Grande Loge de France.